# Senja
Senja je žensko osebno ime.

## Izvor imena
Ime Senja je različica ruskega ženskega osebnega imena Alekseja

## Pogostost imena
Po podatkih Statističnega urada Republike Slovenije je bilo na dan 31. decembra 2007 v Sloveniji število ženskih oseb z imenom Senja: 37.
```
Glej tudi ==
```

- seznam osebnih imen na S